# Église Sainte-Ursule de Kouvola
Pour les articles homonymes, voir Église Sainte-Ursule.
L'église Sainte-Ursule (en finnois : Pyhän Ursulan kirkko) est une église catholique située à Kouvola en Finlande,.

## Description
La paroisse catholique de Sainte-Ursule est située dans le sud-ouest de la Finlande et son centre est à Kouvola.
La paroisse est fondée en 1985 et ses activités débutent dans un appartement avec trois pièces et une cuisine de la rue Utinkatu à Kouvola. 
Le lieu est inauguré le 9 mars 1985, elle tient son nom de Ursule Ledóchowska qui a travaillé jusqu'à la Seconde Guerre mondiale à Uusikirkko dans l'isthme de Carélie.
Elle est la sainte protectrice de la paroisse.
Le premier prêtre est Jan Aarts.
Son successeur le père Wieslaw Swiech est nommé le 1er septembre 1989.
La paroisse devient autonome le 29 mai 1991, elle bâtira alors son propre lieu de culte grâce à l'aide significative des catholiques allemands.
L'église et le centre paroissial sont conçus par Benito Casagrande.
L'église est inaugurée le 11 décembre 1993.
Depuis le 1er septembre 1994, le prêtre est Stanislaw Szymajda. 
La paroisse est encore une paroisse de la diaspora de 380 membres venant de plus de 20 pays.